# Васил Пуфката
Васил Пуфката или Пувката е български революционер, деец на Вътрешната македоно-одринска революционна организация.

## Биография
Георги Мучитанов - Касапчето и Васил Пуфката убиват през 1909 година в Битоля Йово Йованович, бивш деец на ВМОРО поставил се в услуга на турската власт. След което бягат в Ениджевардарско и стават помощник-войводи на Апостол войвода.
На 2 август 1911 година Апостол войвода заедно с Георги Мучитанов и Васил Пуфката загиват в ениджевардарското село Крушари (днес Абелиес, Гърция), предадени и отровени от бившия четник и секретар на четата Тодор Чифтеов.
Васил Чонгалот Пуфката е герой от българския филм „Мера според мера“, като ролята се изпълнява от Иван Черкелов.